# Marquès Wen de Jin
Marquès Wen de Jin (xinès tradicional: 晉文侯, xinès simplificat: 晋文侯, pinyin: Jìn Wénhóu), nascut Ji Chou (姬仇), va ser l'onzè governant de l'Estat de Jin. També va ser el primer governant de Jin durant el període de les Primaveres i Tardors.
En el 805 aC, el Marquès Mu de Jin es trobava lluitant amb una tribu anomenada Tiao (條). Durant eixe període, el seu fill major, Ji Chou, va néixer. En el 785 aC, Marquès Mu de Jin died i l'oncle de Ji Chou, Ji Shang, va prendre el control del govern i va pujar al tron de Jin. Ji Chou va marxar de Jin per por al seu oncle, ja que aquest es creia l'hereu legítim al tron.
| Marquès Wen de Jin Estat de Jin  |                                  |                                  |
| Precedit per: Oncle Shang de Jin | Governant de Jin 780 aC – 746 aC | Succeït per: Marquès Zhao de Jin |